# Pinheiros (distrito de São Paulo)
Pinheiros es un distrito ubicado en la zona oeste de la ciudad de Sao Paulo, Brasil. Administrativamente pertenece a la subprefectura homónima. 
Es uno de los distritos más sofisticados del municipio, con una intensa vida cultural y gastronómica. Entre las etnias extranjeras predominantes en el distrito se encuentran alemanes, italianos, judíos, franceses, portugueses, japoneses, chinos y coreanos. Entre los inmigrantes brasileños destacan los provenientes de Río de Janeiro, especialmente en la región de Rua Fradique Coutinho.

## Distritos limítrofes
- Alto de Pinheiros (noroeste)
- Perdizes (norte)
- Jardim Paulista (este)
- Itaim Bibi (sur)
- Morumbi (sudoeste)
- Butantã (oeste)